# Rubʿayyāt (ʿUmar Khayyām)

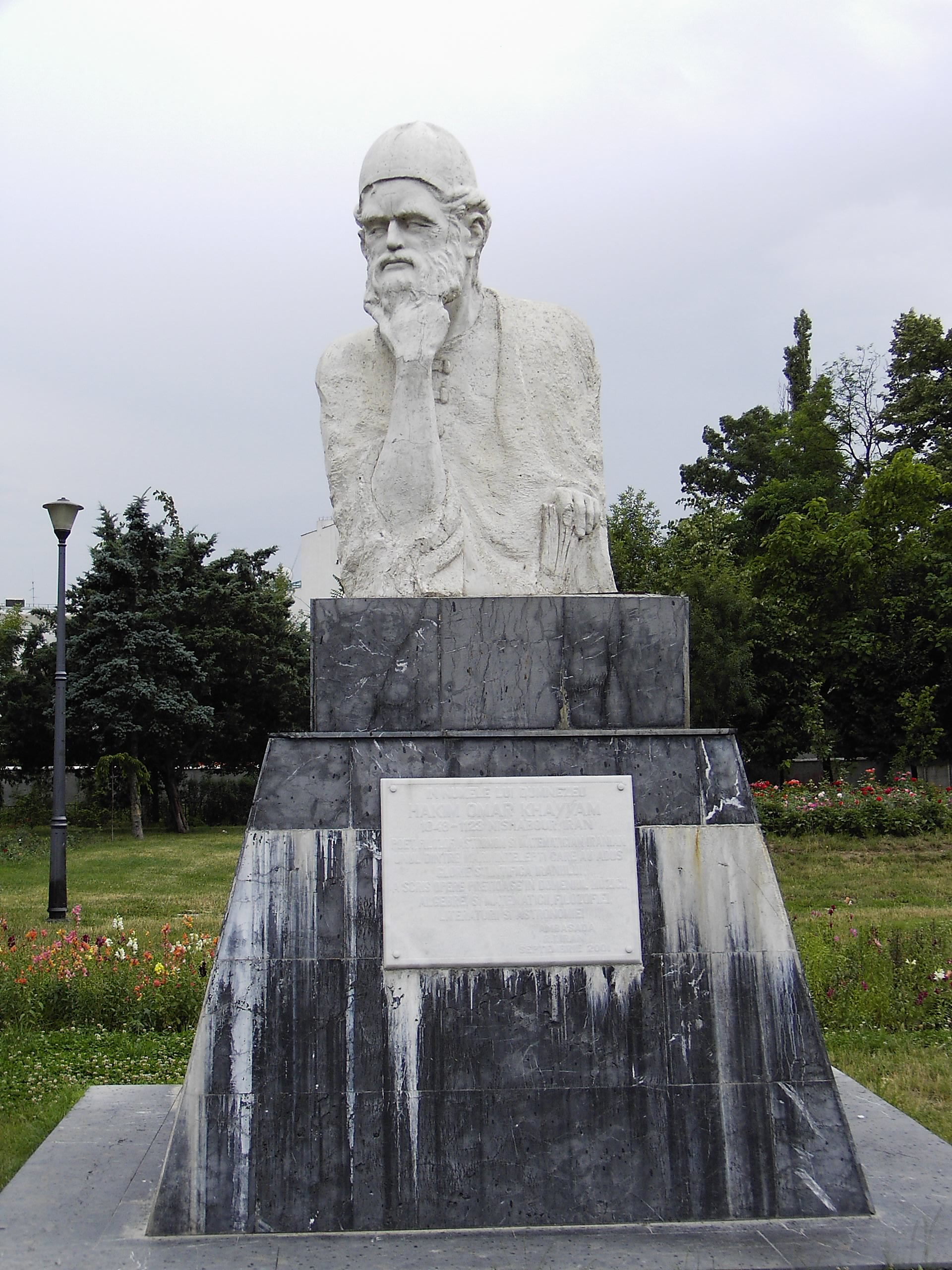
Busto di ʿOmar Khayyām a Bucarest

Le Rubʿayyāt o Quartine (persiano: رباعیات عمر خیام; arabo: رباعیات) sono una raccolta di poesie composte nell'XI secolo dal matematico e poeta persiano ʿUmar Khayyām.

## Il "corpus khayyamiano"
L'estensione del "corpus khayyamiano" è tuttavia materia di discussioni e controversie non ancora risolte: i non pochi manoscritti contengono dalle poche decine fino a un migliaio di quartine. Secondo alcuni studiosi europei in realtà non più di 30 quartine sono a lui attribuibili con sicurezza, qualcuno ha addirittura ipotizzato che Khayyam altro non sarebbe che un nome o "etichetta di prestigio" apposta a raccolte di versi di vasta circolazione e di varia origine; secondo altri le quartine autentiche sarebbero invece diverse centinaia.

### Tematiche
Probabilmente queste quartine venivano composte da Khayyām nei ritagli di tempo e per un pubblico ristretto di amici e intenditori. Spesso il poeta riversa lo spirito critico e corrosivamente ironico dello scienziato "insoddisfatto" del piano della creazione. In effetti, se è vero che le Quartine sono dedicate soprattutto al motivo del vino e all'esaltazione del "vizio" bacchico, contengono pure altri temi, assai più profondi, come ad esempio: una meditazione originale sulla morte e sui limiti della ragione umana "impotente" di fronte al mistero dell'esistenza; un rimprovero, spesso rancoroso, a Dio, il cui progetto creativo è accusato di irrazionalità e incoerenza; un feroce attacco al bigottismo e all'ipocrisia dei religiosi.
Circa 100 quartine furono tradotte in inglese da Edward Fitzgerald nel 1859, che ne diede una interpretazione in chiave edonistica ed epicurea ottenendo, malgrado la loro scarsa fedeltà al testo originario, una vasta popolarità che finì per oscurare la profonda attività scientifica di Khayyam. Invece una seconda traduzione di poco posteriore, in francese ad opera di Jean Baptiste Nicolas e contenente oltre 400 quartine, metteva in luce una forte vena mistico-religiosa. Una traduzione di grande pregio è quella dell'italiano Alessandro Bausani. Questo genere di composizioni è sempre stato assai diffuso nella letteratura persiana, dagli inizi ad oggi.
Varie sono pure le opinioni sulla lettura della sua opera: secondo alcuni i temi sono quelli apparenti, cioè quelli di uno scetticismo radicale, legato anche alla considerazione della caducità delle cose umane, e il tema del carpe diem; secondo altri i temi apparenti nascondono contenuti mistici e le immagini erotiche e soprattutto bacchiche sarebbero da interpretarsi allegoricamente.
Una traduzione parziale di sue quartine fu eseguita dal poeta olandese Jan Hendrik Leopold. Alcune delle sue quartine sono state musicate dalla compositrice russa Sofija Asgatovna Gubajdulina e nel 2005 da Bob Salmieri che ne ha realizzato un lavoro discografico con l’ensamble Milagro acustico.

## Curiosità
- Le Rubʿayyāt hanno acquisito un'ampia notorietà in Australia sul finire degli anni quaranta, allorché un estratto dell'opera divenne uno degli indizi principali nel caso "Tamam Shud".